# Gorzęcino
 (signalé en juillet 2025).
Si vous disposez d'ouvrages ou d'articles de référence ou si vous connaissez des sites web de qualité traitant du thème abordé ici, merci de compléter l'article en donnant les références utiles à sa vérifiabilité et en les liant à la section « Notes et références ».
- Archive Wikiwix
- Bing
- Cairn
- DuckDuckGo
- E. Universalis
- Gallica
- Google
- G. Books
- G. News
- G. Scholar
- Persée
- Qwant
- (zh) Baidu
- (ru) Yandex
- (wd) trouver des œuvres sur Wikidata

Gorzęcino est une localité polonaise de la gmina rurale d'Osina, située dans le powiat de Goleniów en voïvodie de Poméranie-Occidentale. Elle se situe à environ 15 km au nord-est de la ville de Goleniów et 36 km au nord-est de la capitale régionale Szczecin. 

## Géographie

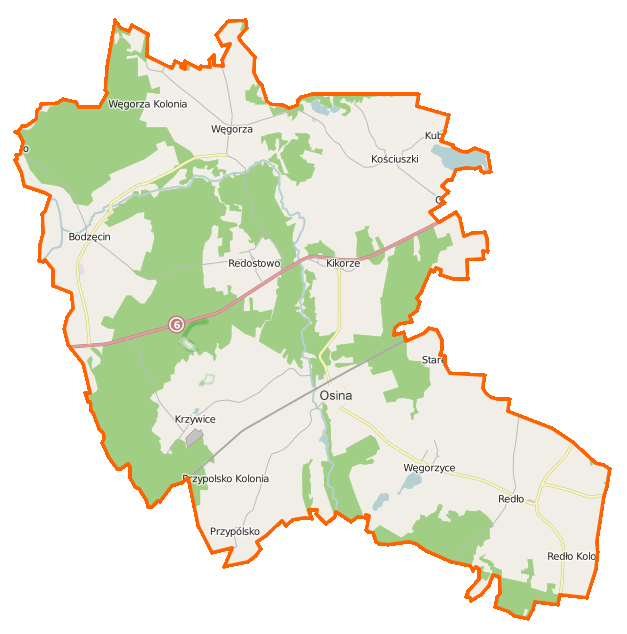
Carte de la gmina d'Osina.